# Ahmed al-Merjabi
Ahmed Mohamed al-Merjabi (* 9. September 1990 in Ibra) ist ein ehemaliger omanischer Leichtathlet, der sich auf den Sprint spezialisiert hat.

## Sportliche Laufbahn
Erste internationale Erfahrungen sammelte Ahmed al-Merjabi im Jahr 2008, als er bei den Juniorenweltmeisterschaften in Bydgoszcz im 100-Meter-Lauf mit 11,20 s in der ersten Runde ausschied, wie auch über 200 Meter in 21,81 s. Im Jahr darauf erreichte er bei den Asienmeisterschaften in Guangzhou das Halbfinale im 200-Meter-Lauf und schied dort mit 22,03 s aus. Zudem belegte er bei den Arabischen Meisterschaften in Damaskus in 21,75 s den siebten Platz und gewann mit der omanischen 40,37 s die Bronzemedaille hinter den Teams aus Saudi-Arabien und den Vereinigten Arabischen Emiraten. 2011 wurde er bei den Asienmeisterschaften in Kōbe im 400-Meter-Lauf im Finale disqualifiziert und belegte mit der 4-mal-400-Meter-Staffel in 3:09,28 min den fünften Platz. Anschließend schied er bei den Weltmeisterschaften in Daegu mit 47,99 s in der ersten Runde aus, ehe er bei den Arabischen Meisterschaften in al-Ain in 46,74 s die Silbermedaille hinter dem Sudanesen Rabah Yousif gewann. Zudem sicherte er sich mit der 4-mal-400-Meter-Staffel in 3:08,82 min die Bronzemedaille hinter den Teams aus dem Sudan und Saudi-Arabien. Daraufhin gewann er bei den Panarabischen Spielen in Doha in 45,84 s die Silbermedaille hinter dem Saudi Youssef Masrahi und sicherte mit der Staffel in 3:08,54 min die Bronzemedaille hinter Saudi-Arabien und dem Oman. 2013 wurde er bei den Arabischen Meisterschaften ebendort in 46,27 s Vierter über 400 Meter und siegte mit der 4-mal-100-Meter-Staffel in 39,83 s die Goldmedaille. Im Jahr darauf nahm er an den Asienspielen in Incheon teil und schied dort mit 48,88 s in der Vorrunde aus und belegte mit der Staffel in 3:07,71 min den sechsten Platz. Zuvor gewann er bei den Hallenasienmeisterschaften in Hangzhou in 3:13,49 min die Bronzemedaille hinter den Teams aus Kasachstan und China. 2015 erreichte er bei den Asienmeisterschaften in Wuhan mit neuem Landesrekord von 3:05,94 min Rang fünf und wurde anschließend bei den Militärweltspielen im südkoreanischen Mungyeong in 3:10,24 min Siebter. Anschließend beendete er seine aktive sportliche Karriere im Alter von 25 Jahren.

## Persönliche Bestzeiten
- 200 Meter: 21,25 s, 10. April 2013 in Doha
- 400 Meter: 45,84 s, 16. Dezember 2011 in Doha